# Rtuť (minerál)
Rtuť, chemický vzorec Hg, je při −38,78 °C klencový minerál.

Název pochází z arabštiny.

## Původ
Hydrotermální, dále v oblastech aktivní sopečné činnosti a v oxidačních zónách minerálů obsahujících rtuť. Drobné kapky vznikají kondenzací rtuťových par unikajících ze struktur minerálů, nejčastěji přímo na cinabaritu, ale byly také nalezeny dutiny vyplněné značným množstvím rtuti. 

## Morfologie
Při pokojové teplotě tekutá. Vysoké povrchové napětí způsobuje, že drobné kapky mají tvar kuliček. Po ochlazení tvoří romboedrické krystaly.

## Vlastnosti
- Fyzikální vlastnosti: Tvrdost 0 (kapalina), hustota 13,6 g/cm³. Ostatní charakteristiky nelze určit.
- Optické vlastnosti: Barva: cínově bílá, šedobílá. Průhlednost: neprůhledný. Lesk kovový.
- Chemické vlastnosti: Složení: teoreticky Hg 100 %, příměsi Ag, Au. Rozpustná v HNO3. Za pokojové teploty se odpařuje.

## Využití
Z důvodu vzácného výskytu jen výjimečně jako zdroj rtuti.

## Naleziště
Vzácný výskyt.
- Česko – Dědova Hora,
- Slovensko – Rudňany, Nižná Slaná, Rákoš,
- Slovinsko – Idria,
- Španělsko – Almaden,
- Itálie – Monte Amiata,
- Německo – Moschellandsberg,
- a další.